# Grup de Foc de la Guineueta
El Grup de Foc de la Guineueta és una colla de diables formada l'any 1989 al districte de Nou Barris de Barcelona. És integrat des del principi al Casal de Joves de la Guineueta, i a través d'aquesta associació participa activament en la vida social i cultural del barri.
Des del 1996, els diables de la Guineueta tenen una bèstia de foc, la Meri, un drac que pesa prop de cent quilograms i que treu foc per la boca. La figura, la van construir en un taller de dones del centre cívic de Torre Llobeta. Per a les actuacions, la colla disposa d'una secció musical, els Tocanassos, un grup de percussió que interpreta melodies tradicionals de la festa del foc.
El lila i el negre són els colors de la vestimenta amb què s'identifiquen els membres del Grup de Foc de la Guineueta, que apareixen cada any en el correfoc de la festa major del barri. Així mateix, participen en exhibicions de la ciutat i de més localitats on els conviden. Independentment de les festes de foc, el grup organitza el festival de música electrònica Meri Parade, i la nit de música en viu Tocanassos Party.